# Masters 1987 (tennis)
De Masters 1987 werd  in het Amerikaanse New York gehouden. Het tennistoernooi werd van 30 november tot 4 december 1987 in de Madison Square Garden op tapijtbanen gespeeld. Het deelnemersveld bestond uit de beste acht spelers op de ATP Rankings.

## Enkelspel
De indeling van de Halve finales werd bepaald door het draaien van een racket. Dit resulteerde er in dat de groepsgenoten aan elkaar gekoppeld werden. De Tsjechoslowaak Ivan Lendl speelde voor de achtste maal op rij de finale van de Masters en won zijn vijfde titel, waarmee hij het record aantal titels van de Roemeen Ilie Năstase verbeterde.

### Deelnemers
De top zeven van de ranglijst nam deel aangevuld met de nummer dertien Brad Gilbert.
| Ranking | Speler         | Prestatie    |
| ------- | -------------- | ------------ |
| 1.      | Ivan Lendl     | Winnaar      |
| 2.      | Stefan Edberg  | Halve finale |
| 3.      | Mats Wilander  | Finale       |
| 4.      | Jimmy Connors  | Groepsfase   |
| 5.      | Boris Becker   | Groepsfase   |
| 6.      | Miloslav Mečíř | Groepsfase   |
| 7.      | Pat Cash       | Groepsfase   |
| 8.      | Brad Gilbert   | Halve finale |

### Groepsfase
De eindstand in de groepsfase wordt bepaald door achtereenvolgend te kijken naar eerst het aantal overwinningen in combinatie met het aantal wedstrijden. Mochten er dan twee spelers gelijk staan wordt er naar het onderling resultaat gekeken. Mocht het aantal overwinningen en wedstrijden bij drie of vier spelers gelijk wordt er gekeken naar het percentage gewonnen sets en eventueel gewonnen games. Als er dan nog steeds geen ranglijst opgemaakt kan worden dan beslist de wedstrijd commissie.

#### Groep A
|              |               | Uitslag       |
| ------------ | ------------- | ------------- |
| Boris Becker | Jimmy Connors | 7-5, 2-6, 6-3 |
| Ivan Lendl   | Brad Gilbert  | 6-2, 6-2      |
| Brad Gilbert | Boris Becker  | 4-6, 6-4, 6-4 |
| Ivan Lendl   | Jimmy Connors | 4-3 opgave    |
| Ivan Lendl   | Boris Becker  | 6-4, 6-7, 6-3 |
| Brad Gilbert | Jimmy Connors | 6-4, 7-6      |

| Nr. | Speler        | Wedstrijd W - V | Sets W - V | Games W - V |
| --- | ------------- | --------------- | ---------- | ----------- |
| 1   | Ivan Lendl    | 3-0             | 4-1        | 34-21       |
| 2   | Brad Gilbert  | 2-1             | 4-3        | 33-36       |
| 3   | Boris Becker  | 1-2             | 4-5        | 43-48       |
| 4   | Jimmy Connors | 0-3             | 1-4        | 27-32       |

#### Groep B
|               |                | Uitslag       |
| ------------- | -------------- | ------------- |
| Pat Cash      | Miloslav Mečíř | 7-5, 6-4      |
| Stefan Edberg | Mats Wilander  | 6-2, 7-6      |
| Mats Wilander | Miloslav Mečíř | 6-4, 6-1      |
| Stefan Edberg | Pat Cash       | 6-4, 4-6, 6-1 |
| Mats Wilander | Pat Cash       | 7-6, 6-3      |
| Stefan Edberg | Miloslav Mečíř | 6-3, 6-3      |

| Nr. | Speler         | Wedstrijd W - V | Sets W - V | Games W - V |
| --- | -------------- | --------------- | ---------- | ----------- |
| 1   | Stefan Edberg  | 3-0             | 6-1        | 41-25       |
| 2   | Mats Wilander  | 2-1             | 5-4        | 33-27       |
| 3   | Pat Cash       | 1-2             | 3-4        | 33-38       |
| 4   | Miloslav Mečíř | 0-3             | 0-6        | 20-37       |

### Knock-outfase
|  | Halve finale | Halve finale  | Halve finale  | Halve finale | Halve finale |   |               | Finale | Finale | Finale | Finale | Finale | Finale | Finale |
|  |              |               |               |              |              |   |               |        |        |        |        |        |        |        |
|  | 1            | Ivan Lendl    | 6             | 6            |              |   |               |        |        |        |        |        |        |        |
|  | 8            | Brad Gilbert  | 2             | 4            |              |   |               |        |        |        |        |        |        |        |
|  | 8            | Brad Gilbert  | 2             | 4            |              | 1 | Ivan Lendl    | 6      | 6      | 6      |        |        |        |        |
|  |              |               |               |              |              | 1 | Ivan Lendl    | 6      | 6      | 6      |        |        |        |        |
|  |              | 3             | Mats Wilander | 2            | 2            | 3 |               |        |        |        |        |        |        |        |
|  | 2            | 3             | Mats Wilander | 2            | 2            | 3 | Stefan Edberg | 2      | 6      | 3      |        |        |        |        |
|  | 2            |               |               |              |              |   | Stefan Edberg | 2      | 6      | 3      |        |        |        |        |
|  | 3            | Mats Wilander | 6             | 4            | 6            |   |               |        |        |        |        |        |        |        |

## Dubbelspel
De Masters 1987 dubbelspeltoernooi plaats in Londen . Het tennistoernooi werd van 9 tot en met 13 december 1987 op tapijtbanen gespeeld. Het deelnemersveld bestond uit de beste acht dubbels op de ATP Rankings.
De acht geplaatste dubbels:

### Deelnemers
| Ranking | Speler                             | Prestatie    |
| ------- | ---------------------------------- | ------------ |
| 1.      | Sergio Casal Emilio Sánchez        | Halve finale |
| 2.      | Ken Flach Robert Seguso            | Finale       |
| 3.      | Stefan Edberg Anders Järryd        | Halve finale |
| 4.      | Paul Annacone Christo van Rensburg | vijfde       |
| 5.      | Tomáš Šmíd Miloslav Mečíř          | Winnaars     |
| 6.      | Scott Davis David Pate             | zevende      |
| 7.      | Peter Doohan Laurie Warder         | achtste      |
| 8.      | Gary Donnelly Peter Fleming        | zesde        |

### Groepsfase
De eindstand in de groepsfase wordt bepaald door achtereenvolgend te kijken naar eerst het aantal overwinningen in combinatie met het aantal wedstrijden. Mochten er dan twee koppels gelijk staan wordt er naar het onderling resultaat gekeken. Mocht het aantal overwinningen en wedstrijden bij drie of vier koppels gelijk wordt er gekeken naar het percentage gewonnen sets en eventueel gewonnen games. Als er dan nog steeds geen ranglijst opgemaakt kan worden dan beslist de wedstrijd commissie.

#### Rode groep
|                                    |                                    | Uitslag                 |
| ---------------------------------- | ---------------------------------- | ----------------------- |
| Tomáš Šmíd Miloslav Mečíř          | Paul Annacone Christo van Rensburg | 6–2, 6-1, 6-4           |
| Stefan Edberg Anders Järryd        | Peter Doohan Laurie Warder         | 4-6, 6-3, 6-3, 7-6      |
| Tomáš Šmíd Miloslav Mečíř          | Peter Doohan Laurie Warder         | 6–4, 3–6, 6–3, 7–5      |
| Stefan Edberg Anders Järryd        | Paul Annacone Christo van Rensburg | 7–6, 6–3, 6–2           |
| Paul Annacone Christo van Rensburg | Peter Doohan Laurie Warder         | 7–6, 7–6, 2–6, 4–6, 7–6 |
| Tomáš Šmíd Miloslav Mečíř          | Stefan Edberg Anders Järryd        | 2–6, 7–6, 1–6, 7–6, 7–5 |

| Nr. | Speler                             | Wedstrijd W - V | Sets W - V | Games W - V |
| --- | ---------------------------------- | --------------- | ---------- | ----------- |
| 1   | Tomáš Šmíd Miloslav Mečíř          | 3-0             | 9-3        | 64-54       |
| 2   | Stefan Edberg Anders Järryd        | 2-1             | 8-4        | 71-53       |
| 3   | Paul Annacone Christo van Rensburg | 1-2             | 3-8        | 45-67       |
| 4   | Peter Doohan Laurie Warder         | 0-3             | 4-9        | 66-72       |

#### Blauwe groep
|                             |                             | Uitslag            |
| --------------------------- | --------------------------- | ------------------ |
| Ken Flach Robert Seguso     | Sergio Casal Emilio Sánchez | 6–3, 6–3, 6–2      |
| Gary Donnelly Peter Fleming | Scott Davis David Pate      | 6–3, 3–6, 6–3, 6–4 |
| Ken Flach Robert Seguso     | Scott Davis David Pate      | 6–3, 6–2, 6–4      |
| Sergio Casal Emilio Sánchez | Gary Donnelly Peter Fleming | 6–3, 6–4, 6–4      |
| Sergio Casal Emilio Sánchez | Scott Davis David Pate      | 7–6, 6–4, 7–6      |
| Gary Donnelly Peter Fleming | Ken Flach Robert Seguso     | 6–3, 7–6, 6–1      |

| Nr. | Speler                      | Wedstrijd W - V | Sets W - V | Games W - V |
| --- | --------------------------- | --------------- | ---------- | ----------- |
| 1   | Ken Flach Robert Seguso     | 2-1             | 6-3        | 46-36       |
| 2   | Sergio Casal Emilio Sánchez | 2-1             | 6-3        | 46-45       |
| 3   | Gary Donnelly Peter Fleming | 2-1             | 6-4        | 51-44       |
| 4   | Scott Davis David Pate      | 0-3             | 1-9        | 41-59       |

### Knock-outfase

#### Om plek 5
| Om plek 5 |                                    |   |   |   |
|           |                                    |   |   |   |
| 4         | Paul Annacone Christo van Rensburg | 6 | 3 | 6 |
| 8         | Gary Donnelly Peter Fleming        | 1 | 6 | 1 |

#### Om plek 7
| Om plek 7 |                            |   |   |  |
|           |                            |   |   |  |
| 6         | Scott Davis David Pate     | 6 | 6 |  |
| 7         | Peter Doohan Laurie Warder | 4 | 2 |  |

#### Finales
|  | Halve finale | Halve finale                | Halve finale            | Halve finale | Halve finale | Halve finale | Halve finale |                         |   | Finale                    | Finale | Finale | Finale | Finale | Finale | Finale |
|  |              |                             |                         |              |              |              |              |                         |   |                           |        |        |        |        |        |        |
|  | 3            | Stefan Edberg Anders Järryd | 6                       | 3            | 6            | 3            | 4            |                         |   |                           |        |        |        |        |        |        |
|  | 5            | Tomáš Šmíd Miloslav Mečíř   | 3                       | 6            | 2            | 6            | 6            |                         |   |                           |        |        |        |        |        |        |
|  | 5            | Tomáš Šmíd Miloslav Mečíř   | 3                       | 6            | 2            | 6            | 6            |                         | 5 | Tomáš Šmíd Miloslav Mečíř | 6      | 7      | 6      | 6      |        |        |
|  |              |                             |                         |              |              |              |              |                         | 5 | Tomáš Šmíd Miloslav Mečíř | 6      | 7      | 6      | 6      |        |        |
|  |              | 2                           | Ken Flach Robert Seguso | 4            | 5            | 7            | 3            |                         |   |                           |        |        |        |        |        |        |
|  | 2            | 2                           | Ken Flach Robert Seguso | 4            | 5            | 7            | 3            | Ken Flach Robert Seguso | 6 | 6                         | 3      | 5      | 7      |        |        |        |
|  | 2            |                             |                         |              |              |              |              | Ken Flach Robert Seguso | 6 | 6                         | 3      | 5      | 7      |        |        |        |
|  | 1            | Sergio Casal Emilio Sánchez | 1                       | 2            | 6            | 7            | 5            |                         |   |                           |        |        |        |        |        |        |